# Parapsoriasis
Parapsoriasis ist eine erythrosquamöse, chronische Hautkrankheit, die auf Grund ihrer morphologischen Ähnlichkeit mit der Psoriasis (Schuppenflechte) von dem französischen Dermatologen Louis Anne Jean Brocq 1902, ursprünglich provisorisch, so benannt wurde. Sie hat allerdings keine nosologische Gemeinsamkeit mit der klassischen Psoriasis.
Unterschieden werden noch einmal verschiedene Einzelerkrankungen, wovon die Parapsoriasis en plaques, die sowohl klein- als auch großflächig vor allem an den Extremitäten auftreten kann, und die Parapsoriasis guttata, eine lymphozytären Vaskulitis, bedeutend sind.
Entzündung und Juckreiz werden konservativ wie bei der Schuppenflechte durch Salben gelindert. Als weitere Therapie wird die sogenannte PUVA-Therapie (Psoralen + UVA), eine photoaktivierte Chemotherapie empfohlen. Eine gesicherte Parapsoriasis en plaques grandes sollte regelmäßig überwacht werden, da in späteren Jahren ein Übergang in ein T-Zell-Lymphom der Entität Mycosis fungoides möglich ist.